# Maboula Soumahoro
Maboula Soumahoro, (París, Francia; 3 de febrero de 1976) es una académica francesa de origen marfileño, especialista en estudios ingleses. Profesora en la Universidad de Tours, cuyo campo de investigación se enfoca en los "Estudios de la diáspora francesa" («French diáspora studies»). Su trabajo de investigación se enfoca en las diásporas africanas en los Estados Unidos. Es conocida por su libro Le Triangle et l'Hexagone: Réflexions sur une identité noire (en español: "El triángulo y el hexágono: reflexiones sobre una identidad negra"), publicado en el año 2020.
También es cercana a las causas políticas antirracistas y afrofeministas. 

## Biografía

### Origen familiar y juventud
Maboula Soumahoro nació en una familia de origen marfileno. Sus padres migraron desde Costa de Marfil a finales de la década de 1960 para estudiar y trabajar en Francia.
Creció en un barrio popular de Kremlin-Bicêtre junto a seis hermanas y hermanos. 

### Estudios
Realizó estudios de inglés durante cuatro años en la Universidad Paris-Est Créteil. En 1999 obtuvo una maestría con su trabajo de titulación llamado The Creation of the State of Liberia.
Posteriormente comenzó a estudiar en la Universidad Pierre y Marie Curie, mientras que a la par realizó una estancia en la Universidad de Columbia, en el estado de Nueva York.  Fue contratada como investigadora invitada durante los años 2002-2003 y como profesora en el año 2008-2009.
Después de realizar un DEA se inscribió en un doctorado de la Universidad François-Rabelais en Tours, bajo la dirección de la profesora Claudine Raynaud. En 2008 sustenta su tesis titulada "El color de Dios? Miradas cruzadas sobre Nación del Islam y el rastafarismo, 1930-1950" (en francés: "La couleur de Dieu ? Regards croisés sur Nation of Islam et le Rastafarisme").
Durante esta época también recibió un CAPAS de inglés.

### Enseñanza
Actualmente se desempeña como profesora dentro del departamento de lenguas y literaturas inglesas y anglosajonas en la Universidad de Tours.

## Investigación
En el año 2021 publicó el libro "Le Triangle et l'Hexagone" en francés (en español: "El triángulo y el hexágono"), en donde plasma su interés por la identidad negra en Francia. Un trabajo que se sitúa entre el ensayo y la biografía, en donde Soumahoro enuncia una posición como investigadora que ha renunciado a "la distancia supuestamente crítica y a la ilusión de la objetividad científica", haciendo de ella misma su propio objeto de estudio.
Séverine Kodjo-Grandvaux publicó en el periódico francés Le Monde una crítica al libro de Soumahoro, en donde hace resaltar su aportación pedagógica en torno a los procesos de racialización, pero en donde lamenta la formulación de la argumentación, así como las "expresiones provocadoras".

## Trabajo y causa política

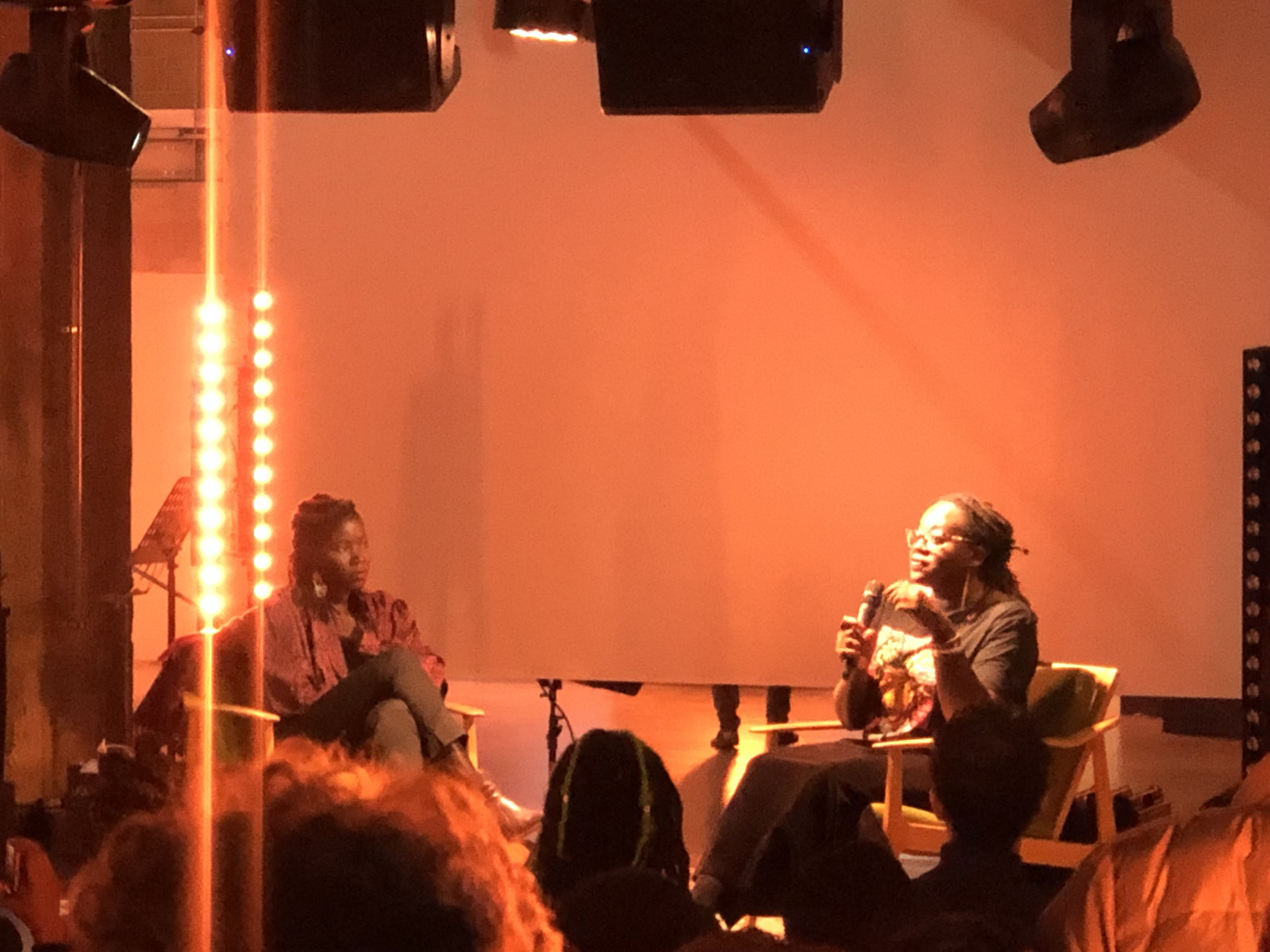
Alice Diop y Maboula Soumahoro en el festival Les Chichas de la pensée (2021)

De 2013 a 2016 se integró en el Comité nacional por la memoria y la historia de la esclavitud en Francia.
Durante el año 2016 apoyó la realización de un evento denominado "Campamento de verano decolonial" en Francia, que suscito una controversia mediática en Francia en torno al tema de si hubo participación o no de personas blancas, en donde Soumahoro respondió que "mujeres blancas con velo habían participado". Estos ejemplos tuvieron importancia dentro del panorama social francés.
En el año 2017, hace una breve aparición en la película afrofeminista Ouvrir la voix ("Abrir la voz"), realizada por la directora Amandine Gay.

### Identificación
Definiéndose a sí misma como afroeuropea, defiende el uso de este término para relevar, en sus palabras, «una realidad actual a menudo invisibilizada».  Afirma ser afrofeminista, lo cual que considera "importante, aunque sólo sea en términos de análisis social y político".

### Mes de la Historia Negra
En el año 2012 fue cofundadora de la asociación Mes de la Historia Negra (en inglés: Black History Month) en Francia, en donde es presidenta. Una organización que realiza Jornadas Africanas cuyo objetivo es promover "el conocimiento y la pasión por los mundos negros". Con esta asociación defiende la necesidad de promover la historia de las personas negras en Francia, así como "enfrentar a la República Francesa con la realidad de su historia". El festival fue realizado consecutivamente hasta el año 2016.

## Publicaciones
- Le Triangle et l'Hexagone. La Découverte. 2020. p. 160. ISBN 978-2-348-04195-2. Consultado el 21 février 2020.

### Participaciones
- C.L.R. James, Sur la question noire aux États-Unis (1935-1948), Syllepse, 2017.
- «Story, History, Discourse: Maryse Condé’s Segu and Afrodiasporic Historical Narration», en Mia E. Bay, Farah J. Griffin, Martha S. Jones, y Barbara D. Savage (dir.), Toward an Intellectual History of Black Women, Chapel Hill, University of North Carolina Press (ISBN 9781469623108), p. 178-194.